# Lexicon silvestre
Lexicon silvestre (лат. лісовий лексикон) — багатомовний словник лісової термінології побудований на основі чітких визначених термінів. Ініціатором і засновником словника була міжнародна група есперантистів, яка проводила свою роботу над термінологією з 1981 року. Керівниками групи були Карл-Германн Сімон, Інгвард Ульріч і Борис Димитров Маринов. Відповідальним за опрацювання і видання лексикону є Товариство Підтримки Lexicon silvestre в німецькому Еберсвальде.
Німецький словник містить понад 9000 термінів з перекладом на двадцять іноземних мов і перебуває на різних стадіях їх удосконалення